# Oficerska Szkoła Uzbrojenia
Oficerska Szkoła Uzbrojenia im. por. Walerego Bagińskiego i ppor. Antoniego Wieczorkiewicza (OSU) – szkoła ludowego Wojska Polskiego kształcąca kandydatów na oficerów służby uzbrojenia.

## Formowanie i  zmiany organizacyjne
Szkołę utworzono w 1949 w Bartoszycach. Na podstawie rozkazu MON nr 092 z 27 maja 1957 szkoła została przeniesiona do Olsztyna, gdzie rozlokowano ją w koszarach po Oficerskiej Szkole Artylerii, którą z kolei przeniesiono do Torunia.
29 marca 1960 roku Minister Obrony Narodowej nadał Oficerskiej Szkole Uzbrojenia imię por. Walerego Bagińskiego i ppor. Antoniego Wieczorkiewicza.
W kwietniu 1968 roku na w składzie OSU utworzono Szkołę Chorążych Służby Uzbrojenia. W 1969 roku Oficerska Szkoła Uzbrojenia została rozformowana. Kształcenie oficerów uzbrojenia przejęła Wojskowa Akademia Techniczna im. Jarosława Dąbrowskiego w Warszawie.
Zarządzeniem Szefa Sztabu Generalnego WP nr 2/Org. z 8 stycznia 1970 roku na bazie obiektów OSU utworzono Centralny Ośrodek Szkolenia Służby Uzbrojenia i Elektroniki (COSSUiE), który przygotowywał chorążych i podoficerów służby uzbrojenia. W 1994 COSSUiE przemianowano na Centrum Szkolenia Uzbrojenia i Elektroniki, które rozwiązano w grudniu 2002. Obiekty po Centrum przejął Uniwersytet Warmińsko-Mazurski.

## Struktura szkoły
- komenda i sztab
- jednostki dydaktyczne
  - cykl nauk społecznych
  - cykl taktyki
  - cykl techniczny
  - cykl radiotechniczny
  - cykl uzbrojenia
  - cykl specjalny
- dywizjon podchorążych
- kurs doskonalenia oficerów
- szkoła chorążych służby uzbrojenia
- szkoła podoficerska uzbrojenia
- szkoła młodszych specjalistów służby uzbrojenia

## Kadra szkoły
komendant:
- płk Antoni Frankowski (11.1954-10.1956)
- płk Jan Wójcicki

wykładowcy:
- Wiktor Juszkiewicz
- Lubosław Krzeszowski